# Mehmet Yıldız
Mehmet Yıldız (Yozgat, 14 settembre 1981) è un ex calciatore turco, di ruolo attaccante.